# Founex
Founex ist eine politische Gemeinde im Distrikt Nyon des Kantons Waadt in der Schweiz.

## Geographie
Founex liegt auf 398 m ü. M., 15 km nordnordöstlich der Stadt Genf (Luftlinie). Das Dorf erstreckt sich nahe dem Westufer des Genfersees auf einem leicht gegen den See hin abfallenden Hang.
Die Fläche des 4,8 km² grossen Gemeindegebiets umfasst einen Abschnitt am Westufer des Genfersees. Der Gemeindeboden erstreckt sich vom Seeufer westwärts über den Uferrandstreifen und auf den angrenzenden Höhenrücken. Ganz im Westen umfasst das Gebiet einen Abschnitt des Tälchens des Baches Greny. Die höchste Erhebung von Founex wird mit 475 m ü. M. auf der Höhe zwischen dem Tal der Versoix und dem Genfersee erreicht. Von der Gemeindefläche entfielen 1997 30 % auf Siedlungen, 2 % auf Wald und Gehölze und 68 % auf Landwirtschaft.
Zu Founex gehören der Weiler Châtaigneraie (452 m ü. M.) am Greny, zahlreiche Einfamilienhaus- und Villenquartiere sowie einige Einzelhöfe. Nachbargemeinden von Founex sind Coppet, Commugny, Chavannes-de-Bogis und Bogis-Bossey im Kanton Waadt sowie Céligny, eine Exklave des Kantons Genf.

## Bevölkerung
Mit 3805 Einwohnern (Stand 31. Dezember 2023) gehört Founex zu den mittelgrossen Gemeinden des Kantons Waadt. Von den Bewohnern sind 64,2 % französischsprachig, 14,3 % englischsprachig und 7,0 % deutschsprachig (Stand 2000). Die Bevölkerungszahl von Founex belief sich 1850 auf 246 Einwohner, 1900 auf 374 Einwohner. Nach 1960 (693 Einwohner) setzte eine rasante Bevölkerungszunahme mit einer Vervierfachung der Einwohnerzahl innerhalb von 40 Jahren ein.

## Wirtschaft
Founex war bis Mitte des 20. Jahrhunderts ein hauptsächlich durch die Landwirtschaft geprägtes Dorf. Noch heute arbeiten prozentual relativ viele Erwerbstätige im primären Sektor. In Dorfnähe gibt es mehrere Weinbaugebiete, auf den fruchtbaren Böden der restlichen Landwirtschaftsfläche wird überwiegend Ackerbau betrieben. Weitere Arbeitsplätze gibt es im Gewerbe und im Dienstleistungssektor. In den letzten Jahrzehnten hat sich das Dorf dank seiner attraktiven Lage zu einer Wohngemeinde entwickelt. Zahlreiche Erwerbstätige sind Wegpendler, die vor allem in Genf arbeiten. In Châtaigneraie befindet sich in den Gebäuden der 1908 gegründeten École nouvelle seit 1951 die École internationale von Genf.

## Verkehr
Die Gemeinde ist verkehrstechnisch sehr gut erschlossen. Sie liegt etwas abseits der Hauptstrasse 1, die von Genf dem Seeufer entlang nach Lausanne verläuft. Der Autobahnanschluss Coppet an der A1 (Genf-Lausanne) ist nur rund 2 km vom Ort entfernt. Am 14. April 1858 wurde die Eisenbahnlinie von Morges nach Coppet in Betrieb genommen, der Bahnhof von Founex wird allerdings derzeit nicht mehr genutzt. Châtaigneraie wird durch den Postautokurs, der von Nyon nach Coppet verkehrt, an das Netz des öffentlichen Verkehrs angeschlossen.

## Geschichte
Bei Le Gachet wurden Spuren einer römischen Besiedlung sowie ein Meilenstein gefunden. Die erste urkundliche Erwähnung des Ortes erfolgte 1224 unter dem Namen Fosnay, 1251 erschien die Bezeichnung Founai. Founex gehörte im Mittelalter zunächst zum Besitz der Abtei Saint-Maurice und gelangte um 1270 an die Baronie, 1484 an die Herrschaft Coppet.
Mit der Eroberung der Waadt durch Bern im Jahr 1536 kam das Dorf unter die Verwaltung der Vogtei Nyon. Das im 13. Jahrhundert vom Zisterzienserkloster Bonmont abhängige Châtaigneraie bildete zusammen mit dem Weiler Le Gachet bis 1764 eine selbständige Gemeinde. Danach wurde es mit Founex vereinigt. Nach dem Zusammenbruch des Ancien Régime gehörte Founex von 1798 bis 1803 während der Helvetik zum Kanton Léman, der anschliessend mit der Inkraftsetzung der Mediationsverfassung im Kanton Waadt aufging. 1798 wurde es dem Bezirk Nyon zugeteilt.

## Sehenswürdigkeiten
Bei Pré Claudy nahe dem Ufer des Genfersees befindet sich eine Kapelle. Founex gehört seit der Reformation zur Pfarrei Commugny.
Die katholische Kapelle Saint Robert de Molesmes befindet sich zwischen dem See und der Schweizer Straße. Dieses Gebäude wurde 1898–1899 auf einem von der Baronin Double de Saint Lambert gestifteten Grundstück errichtet. Es wurde am 3. August 1899 von Monsignore Déruaz eingeweiht und gesegnet. Am 8. Mai 1925 gründete Monsignore Besson es als Pfarrei.